# ديبي نوكس
ديبي نوكس (بالإنجليزية: Debbie Knox)‏ هي لاعبة كرلنغ بريطانية، ولدت في 26 سبتمبر 1968 في دنفيرملين في المملكة المتحدة.

## وصلات خارجية
- ديبي نوكس على موقع الاتحاد الدولي للكرلنغ (الإنجليزية)
- ديبي نوكس على موقع اللجنة الأولمبية الدولية (الإنجليزية)
- ديبي نوكس على موقع أوليمبيديا (الإنجليزية)
- ديبي نوكس على موقع اللجنة الأولمبية البريطانية (الإنجليزية)